# Unita
Unita (portugisiska: União Nacional para a Independência Total de Angola), är ett politiskt parti i Angola. Unita bildades 1966 och kämpade som gerillarörelse mot den portugisiska kolonialmakten under det angolanska självständighetskriget (1961–1975) och senare mot MPLA under det angolanska inbördeskriget (1975–2002). De stöddes av bland andra Sydafrika, Kina, USA och dåvarande Zaire.
Unita leddes av Jonas Savimbi från grundandet till dennes död 2002.
Savimbis efterträdare Isaías Samakuva har övergett den väpnade kampen och ägnat sig åt parlamentariskt arbete. 